# Phaeochlaena aurata
Phaeochlaena aurata är en fjärilsart som beskrevs av W. Warren 1905. Phaeochlaena aurata ingår i släktet Phaeochlaena och familjen tandspinnare. Inga underarter finns listade i Catalogue of Life.